# Plagiohammus decorus
Plagiohammus decorus là một loài bọ cánh cứng trong họ Cerambycidae.